# Bobobo-bo Bo-bobo
Bobobo-bo Bo-bobo (ボボボーボ・ボーボボ?, Bobobōbo Bōbobo), noto più semplicemente come Bobobo, è un manga di Yoshio Sawai, pubblicato in Giappone da Shūeisha sulla rivista Weekly Shōnen Jump; ne è stato tratto un omonimo anime di 76 episodi.

## Trama e caratteristiche principali
Il manga è ambientato in un remoto futuro (nel XXXI secolo), in cui il mondo è minacciato dall'Impero Maruhage (Impero dei Calvi nell'anime) guidato dall'imperatore calvo Tsuru Tsururina IV (nella versione italiana del manga lasciato in originale, nell'anime tradotto in Calvo Calvi) che vuole conquistare il mondo e costringere tutta la popolazione terrestre a tagliarsi completamente i capelli.
Bo-bobo è un uomo muscoloso, bizzarro e un po' matto. Fin da bambino è in grado di controllare i suoi sconfinati peli nasali, grazie alla sua abilità nell'arte marziale dello Hanage Shinken (Tecnica dei Peli Nasali o Moccio-fu nell'anime).
Oltre agli incredibili peli nasali, ha una folta capigliatura riccia da cui escono svariati e bizzarri oggetti e persone. Spesso si trasforma in veicoli come aerei, bus e auto, o perfino super robot. La sua missione è combattere in difesa delle capigliature.
La serie ha caratteristiche fortemente demenziali, con un umorismo basato principalmente su giochi di parole possibili grazie all'ambiguità della lingua giapponese, e su una forte illogicità d'azione e di pensiero, scandita da continue parodie e citazioni riprese dalla cultura popolare, da altri manga e da luoghi comuni letterari e cinematografici. (Il manga più citato da Yoshio Sawai è Kinnikuman, che ritroviamo addirittura nelle armature dei caccia-capelli). Anche le arti marziali ed i luoghi di Bobobo-bo Bo-bobo sono assolutamente demenziali come i loro nomi. Ad esempio, quando Bobo si trova a sfidare una banda di avversari, minaccia di usare una tecnica potentissima alla quale si è allenato per più di un anno, salvo scoprire che si tratta di una semplice rotolata. Un'altra assurdità è l'armatura da contabile di Don Patch, costituita da cartoni poggiati su spalle, braccia e gambe. La particolarità è che sul gambale sinistro presenta un uomo con gli occhiali, che in un flashback si scopre essere stato un contabile che ha deciso di diventare un'armatura.

## Personaggi

I personaggi di Bobobo-bo Bo-bobo nell'anime. Da sinistra: Tokoro Tennosuke, Heppokomaru, Bo-bobo, Don Patch, Beauty e Dengaku

Bobobo-bo Bo-bobo (ボボボーボ・ボーボボ?, Bobobōbo Bōbobo)
Doppiato da: Takehito Koyasu (ed. giapponese), Massimiliano Plinio (ed. italiana)
Bo-bobo è un uomo muscoloso, bizzarro e un po' matto. Fin da bambino è in grado di controllare i suoi sconfinati peli nasali, grazie alla sua abilità nell'arte marziale dello Hanage Shinken (Tecnica dei Peli Nasali o Moccio-fu nell'anime).
Beauty (ビュティ?, Byuti)
Doppiata da: Ai Nonaka (ed. giapponese), Ilaria Giorgino (ed. italiana)
Una teenager dai capelli fucsia, senza particolari poteri, che ha un debole per Heppokomaru e nutre molta ammirazione nei confronti di Bo-bobo, sebbene impazzisca ogni qual volta Bo-bobo fa qualcosa di bizzarro (in pratica sempre).
Heppokomaru (ヘッポコ丸?, Heppokomaru, Gasser nell'edizione italiana dell'anime)
Doppiato da: Naomi Shindō (ed. giapponese), Gilberta Crispino (ed. italiana)
Ragazzo che combatte il nemico a suon di peti che è in grado di lanciare come bombe.
Don Patch (首領パッチ?, Don Pacchi)
Doppiato da: Masaya Onosaka (ed. giapponese), Emiliano Reggente (ed. italiana)
Leader di un gruppo di ribelli, gli Scoppiati (Hajike-gumi). È un essere arancione dalla forma sferica dotato di grosse punte, braccia, gambe, occhi, naso e bocca. La sua arma è la cosiddetta Spada Don Patch, un gambo di cipollotto che non funziona mai. A volte cambia aspetto, travestendosi da donna o assumendo l'identità di un cane, un cappello oppure un piccolo fiammiferaio, che invece di vendere fiammiferi vende dei disgustosi dolcetti rifiutati da tutti.
Hatenkou (破天荒?, Hatenkō)
Doppiato da: Daisuke Kishio (ed. giapponese), ? (ed. italiana)
Membro degli Scoppiati, è un biondo giovane capace di usare la tecnica della chiave, in grado di pietrificare per un minuto gli esseri umani.
Tokoro Tennosuke (ところ天の助? Generale Gelatina nell'edizione italiana dell'anime)
Doppiato da: Keiichi Sonobe (ed. giapponese), Pierluigi Astore (ed. italiana)
Essere gelatinoso in grado di assumere qualsiasi forma.
Softon (ソフトン?, Sofuton)
Doppiato da: Hikaru Midorikawa (ed. giapponese), ? (ed. italiana)
Uomo dalla testa a forma di gelato (anche se spesso viene scambiata per una montagnola di escrementi).
Gyorai-girl (魚雷ガール?, Gyorai Gāru)
Doppiata da: Hiromi Nishikawa (ed. giapponese), ? (ed. italiana)
Letteralmente "Ragazza Siluro": infatti è una specie di proiettile subacqueo con arti, occhi e bocca di donna.

## Media

### Manga
Il manga scritto e disegnato da Yoshio Sawai è stato serializzato dal 5 marzo 2001 al 14 novembre 2005 sulla rivista Weekly Shōnen Jump edita da Shūeisha. I vari capitoli sono stati raccolti in ventuno volumi tankōbon pubblicati dal 4 luglio 2001 al 2 maggio 2006.
In Italia la serie è stata pubblicata da Planeta DeAgostini dal 9 novembre 2007 all'8 maggio 2011. L'edizione italiana è una traduzione fedele della versione originale giapponese e ne conserva tutti i nomi dei personaggi, la dinamica delle gag (basate su un tipo di humor dell'assurdo prettamente giapponese) e le citazioni culturali, nonostante ciò l'ultimo volume è caratterizzato da una traduzione confusionaria, con frasi incomplete e parole senza senso logico.
Un sequel intitolato Shinsetsu Bobobō-bo Bō-bobo (真説ボボボーボ・ボーボボ?) ad opera dello stesso autore, è stato serializzato dal 19 dicembre 2005 al 2 luglio 2007 sempre su Weekly Shōnen Jump. I capitoli sono stati raccolti in sette volumi tankōbon pubblicati dal 4 luglio 2006 al 1º gennaio 2008. In Italia è inedito.

### Anime
Un adattamento anime prodotto da Toei Animation e diretto da Hiroki Shibata, è stato trasmesso su TV Asahi dall'8 novembre 2003 al 29 ottobre 2005 per un totale di settantasei episodi. La serie presenta due sigle d'apertura, ovvero Wild Challenger cantata da Jindou (ep. 1-32) e Baka Survivor (バカサバイバー?) di Ulfuls (ep. 33-76), e tre di chiusura Shiawase (幸せ?) di Mani Laba (ep. 1-19), Kirai Tune (キライチューン?) di FREENOTE (ep. 20-32) e H.P.S.J. di mihimaru GT (ep. 33-76).
La versione animata differisce da quella cartacea per l'alleggerimento dei contenuti in essa presenti, come ad esempio la rimozione del concetto di morte o le citazioni ad oltre opere.
In Italia la serie è stata trasmessa su Jetix dal 3 settembre al 17 dicembre 2007. L'episodio 32.5, il quale è un riassunto degli avvenimenti precedenti, non è mai stato mandato in onda nella versione internazionale. Nell'edizione italiana, così come avvenuto in tutte quelle internazionali, sono state mantenute le sigle originali giapponesi. Il doppiaggio italiano è stato curato da CD Cine Dubbing di Roma sotto la direzione di Vittorio Stagni. L'adattamento dei dialoghi dell'edizione italiana è stato effettuato da Luca Privitera e Lisbeth Adams.

#### Adattamento
La versione italiana dell'anime non si basa quella originale giapponese ma bensì su quella internazionale americana, dove molti nomi di personaggi e tecniche sono stati cambiati, parecchie battute restituiscono una comicità piuttosto anglosassone e certe scene sono state censurate per abbassare il target dei potenziali spettatori. Numerosi giochi di parole, che sfruttavano l'ambiguità della lingua giapponese, sono stati cambiati per renderli più comprensibili al pubblico occidentale.
Nonostante ciò il livello di censura risulta piuttosto contenuto dato che non sono state apportate modifiche di grande rilievo alla trama, così come la colonna sonora che è rimasta quella originale. I kanji utilizzati nei vari episodi per introdurre luoghi o personaggi vengono mantenuti senza però essere tradotti.

### Videogiochi
Dalla serie sono stati tratti sette videogiochi, tutti sviluppati da Hudson Soft ed usciti esclusivamente in Giappone.
Il primo è un videogioco di ruolo intitolato Bobobo-bo Bo-bobo ougi 87.5 bakuretsu Hanage Shinken (ボボボーボ・ボーボボ 奥義８７．５ 爆烈鼻毛真拳?) uscito il 19 dicembre 2002 per Game Boy Advance. In seguito furono pubblicati per la stessa piattaforma rispettivamente: Bobobo-bo Bo-bobo majide!!? Shinken shoubu (ボボボーボ・ボーボボ マジで！！？真拳勝負?) il 7 agosto 2003 e Bobobo-bo Bo-bobo 9-kyoku senshi gyagu yūgō (ボボボーボ・ボーボボ 9極戦士ギャグ融合?) il 25 marzo 2004.
Un picchiaduro a incontri dal titolo Bobobo-bo Bo-bobo bakutou Hajike taisen (ボボボーボ・ボーボボ 爆闘ハジケ大戦?) uscì il 9 settembre 2004 sempre su Game Boy Advance.
Un videogioco d'azione, Bobobo-bo Bo-bobo Hajike matsuri (ボボボーボ・ボーボボ ハジけ祭?) uscì per PlayStation 2 il 20 marzo 2003; successivamente uscirono del medesimo genere anche Bobobo-bo Bo-bobo atsumare! Taikan Bo-bobo (ボボボーボ・ボーボボ 集まれ！体感ボーボボ?) il 16 dicembre 2004 sempre per la stessa piattaforma e che fa utilizzo della videocamera digitale EyeToy e Bobobo-bo Bo-bobo dasshutsu!! Hajike Rowaiaru (ボボボーボ・ボーボボ 脱出!!ハジケ・ロワイアル?) distribuito per GameCube il 17 marzo 2005.
I personaggi della serie sono apparsi assieme ad alcuni dei protagonisti di altri manga pubblicati su Weekly Shōnen Jump nei videogiochi picchiaduro crossover Jump Super Stars, Jump Ultimate Stars entrambi per Nintendo DS e J-Stars Victory Vs per PlayStation 3 e PlayStation Vita.

## Accoglienza
A gennaio 2021, il manga aveva venduto più di 7 milioni di copie. Scott Campbell di Active Anime recensì il primo volume del manga trovando che Bobobo-bo Bo-bobo fosse un titolo folle e divertente e che se avesse dovuto assegnare un premio al manga che cercava di essere il più originale, questo lo avrebbe vinto a mani basse, senza alcun problema. Campbell notò che era troppo strano cercare di classificarlo in un genere ben preciso, l'unica cosa che rimaneva da fare era leggerlo e vedere se le buffonate presenti nella storia si adattavano bene al lettore.
L'anime ha goduto di un ottimo successo in Giappone, nonostante la trasmissione degli episodi non fosse regolare.